# Креольська кухня

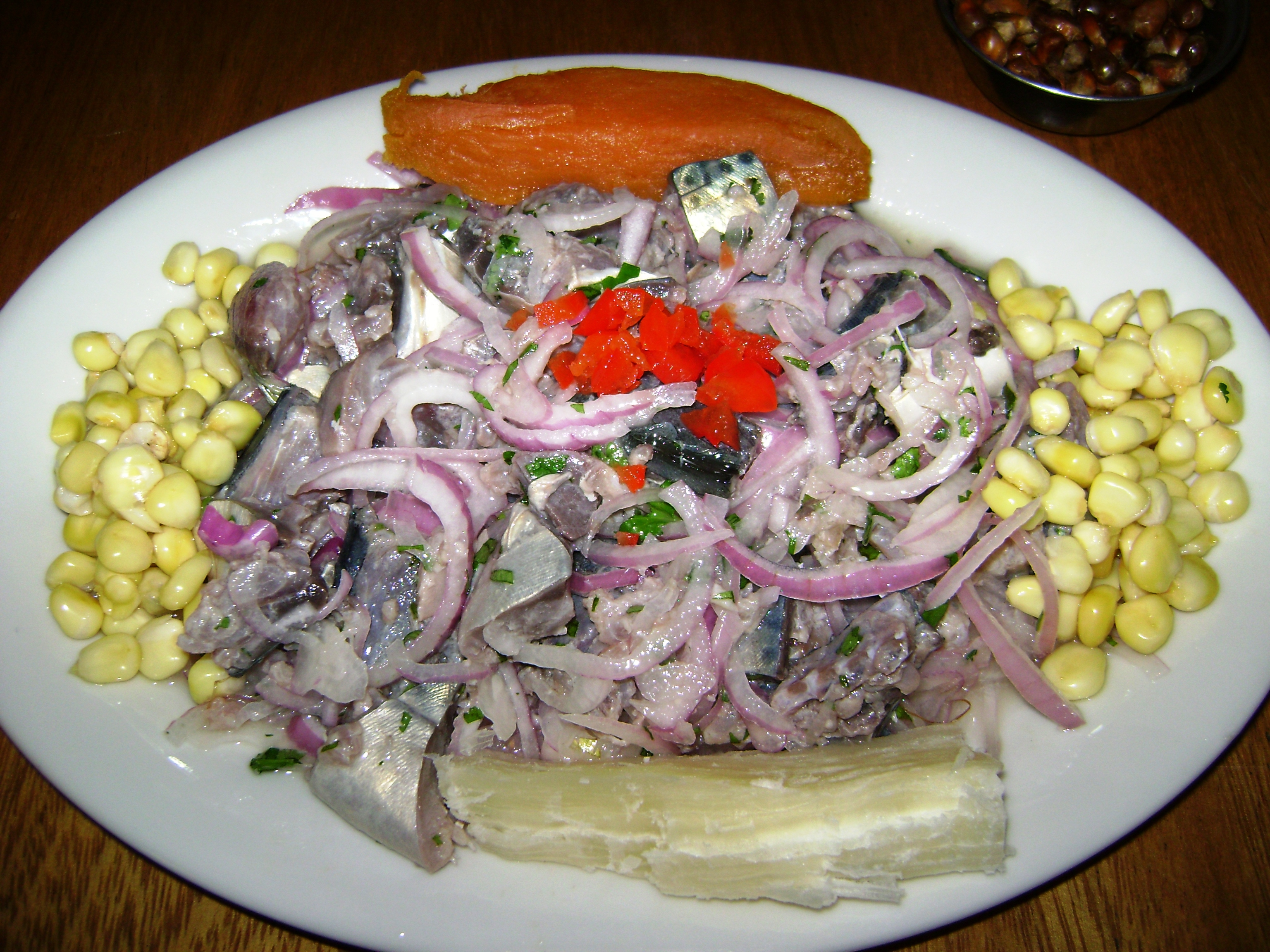
Севіче — типова страва креольської кухні у різних прибережних регіонах Латинської Америки.

Крео́льська ку́хня (фр. cuisine créole; порт. culinária crioula; ісп. cocina criolla) — кухня, що зародилася в колоніальні часи в результаті злиття африканських, європейських та американських доколумбових харчових традицій. Креольська кухня — це термін, який належить до кулінарних традицій людей європейського походження, які народилися в Новому Світі й адаптувалися до нього (так званий «Плавильний казан»). У широкому сенсі, це кухня креолів.

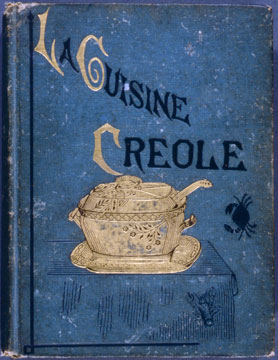
Обкладинка першого видання книги «La Cuisine Creole: Колекція кулінарних рецептів від провідних шеф-кухарів та відомих креольських домогосподарок», опублікованій у 1885 році Лафкадіо Хірном.

За словами норвезького антрополога Томаса Хілланда Еріксена, «креольське суспільство (…) засноване повністю або частково на масовому переміщенні людей, які були, часто мимоволі, вирвані зі своєї первісної батьківщини, втрачаючи на шляху основні риси своєї соціальної та політичної організації, вступаючи в постійний контакт з людьми з інших мовних і культурних областей і вимушені розробляти, творчим та імпровізаційним чином, нові соціальні й культурні форми на новій землі, спираючись одночасно на традиції своїх відповідних місць походження та на імпульси, що виникають внаслідок зіткнення».
Креольська кухня зустрічається в різних регіонах світу, які раніше були європейськими колоніями. Креольську їжу можна знайти в Луїзіані (США), на Кубі, в Бразилії, в Перу, на Французьких Антильських островах, у Французькій Гвіані, на Реюньйоні (Франція), на Ямайці, в Аннобоні (Екваторіальна Гвінея), в Сьєрра-Леоне. Домініканській Республіці тощо. У кожному регіоні креольська кухня адаптувалася до місцевих продуктів (тому не існує єдиної креольської кухні), у них є деякі спільні риси:
- Об'єднання абсолютно різних продуктів в одній страві (порівняно з традиційною європейською кухнею).
- Дуже пряні смаки, суміші солодкого та солоного, а також гострі страви.
- Відносно прості загальні кулінарні прийоми[3], такі як смаження або тушкування м'яса (рагу), також поширені Адобос (маринади)[4]. Страви на грилі зустрічаються рідко[1].

В іспаномовній Америці багато креольських страв називаються із закінченням a la criolla, наприклад, pollo a la criolla або colitas de res a la criolla або просто з прикметником criollo/a, наприклад, vinagre criollo (креольський оцет) або chorizo criollo. Також у французькій мові використовуються терміни à la créole або просто créole, наприклад, pâté créole.

## Термінологія
Креол може бути чорношкірою людиною, що походить від африканських рабів, або креол може бути нащадком європейських рабовласників, які народилися в американських колоніях європейців. У більш широкому значенні цей термін може відноситися до будь-якої людини, уродженця латиноамериканської країни..

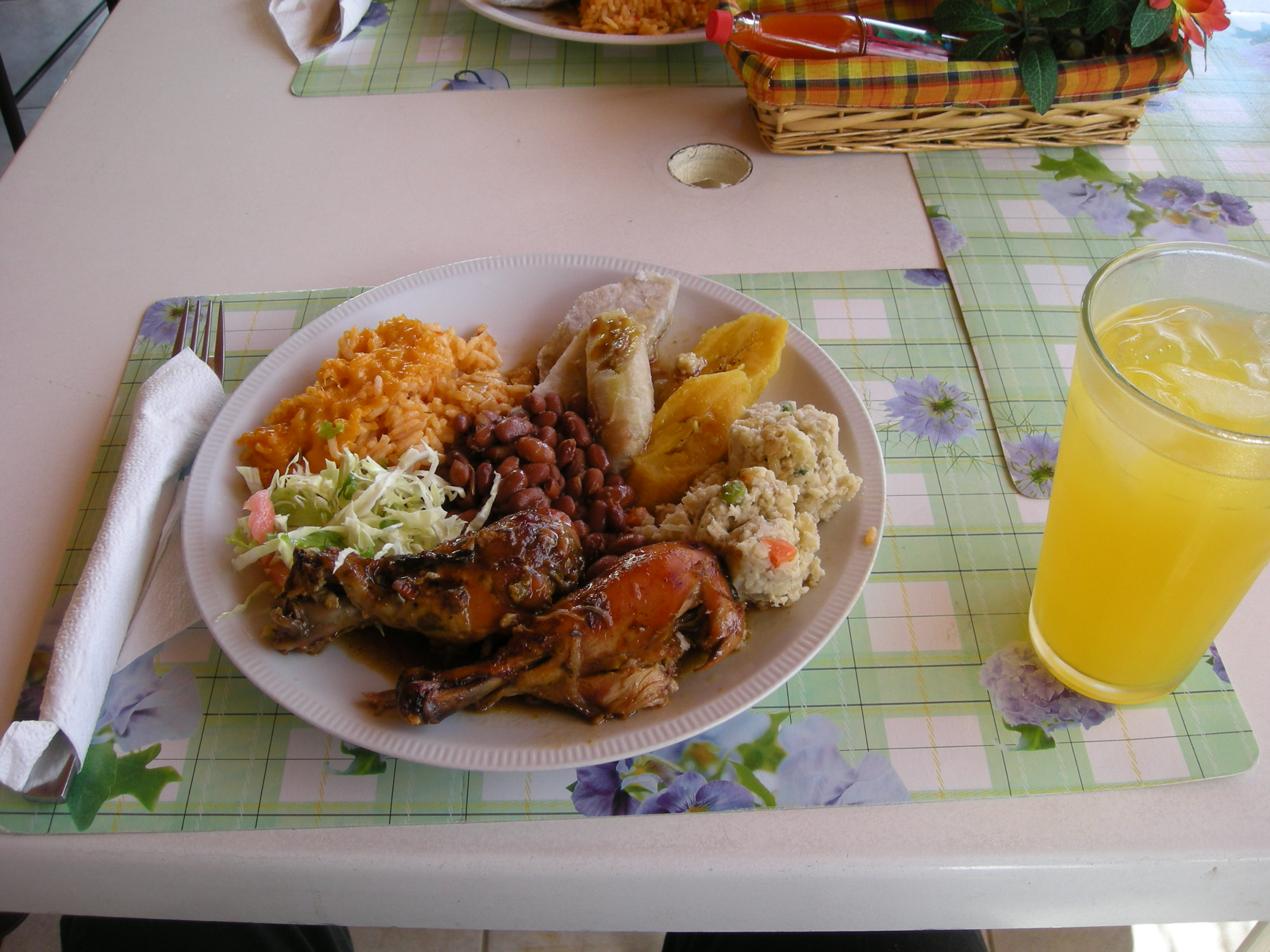
Креольський ланч в Домінікані

## За регіонами
- Аргентинська креольська кухня[7]
- Бразильська креольська кухня
- Гвіанська креольська кухня
- Луїзіанська креольська кухня
- Креольська кухня Реюньйону
- Маврикійська креольська кухня
- Карибська креольська кухня[8]
- Мексиканська креольська кухня[1]
- Перуанська креольська кухня[9]
- Креольська кухня в Бразилії

У бразильській кухні люди кажуть о culinária crioula, маючи на увазі, зокрема, помітний вплив африканської кухні (і, у ширшому сенсі, усієї африканської культури) на колоніальне бразильське суспільство. Кухня африканських рабів адаптувалася до місцевих інгредієнтів, таких як маніока (касава) або мілхо (кукурудза), хоча вони також імпортували інгредієнти з іншого боку Атлантики, такі як azeite de dendê (пальмова олія), cuscuz (кускус), кокос або кава. Що стосується страв, однією зі страв, яка бере свій початок з кухні африканських рабів, є фейжоада, яка сьогодні вважається національною стравою Бразилії..
Бразильська креольська кухня пов'язана з кандомбле, афроамериканською релігією, що бере початок у релігії йоруба, як і кубинська сантерія. У цій релігії «їжа відіграє основну роль, оскільки вона вважається сполучною ланкою для людей і оріша». Страви, характерні для кандомблі, це акараже, каруру або ватапа.

### Креольська кухня в Луїзіані
Луїзіанська креольська кухня сформувалася під впливом африканської, карибської, французької, іспанської та американської кухонь. Хоча вона має багато спільних рис із гастрономією каджунів (обидві виникли в Луїзіані), ці дві кухні розрізняються за своїм походженням. Луїзіанську креольську кухню розробили креоли з Луїзіани — іншими словами, іспанці та французи, що народилися в Луїзіані, — в той час як каджунська кухня походить від каджунів або акадійців (походять з регіону Акадія) і з великим впливом креольської кухні.

### Креольська кухня на Реюньйоні

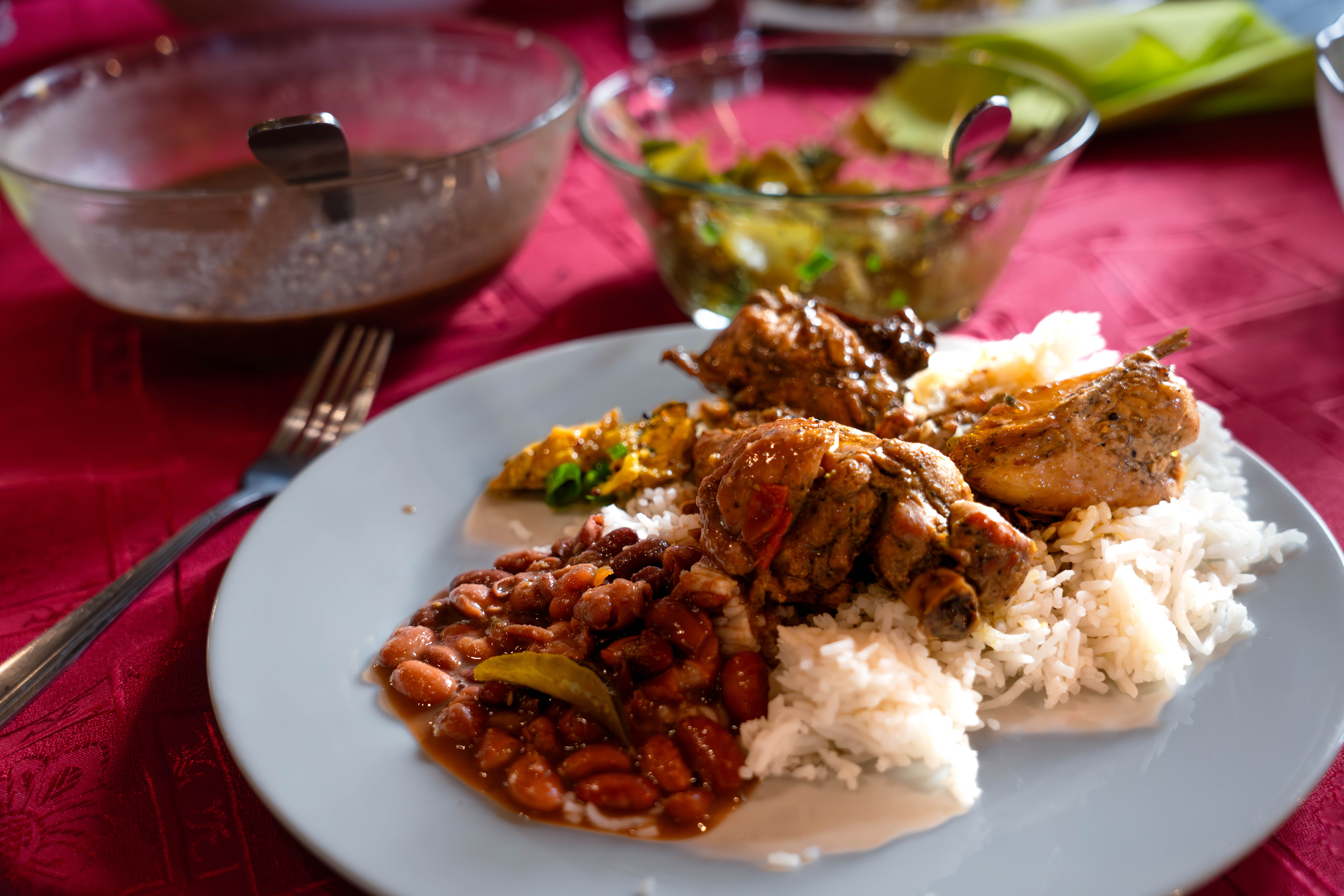
Креольська їжа на Реюньйоні

Реюньйон — острів, населений переважно французами, африканцями, індійцями та китайцями. Цей невеликий острів в архіпелазі Маскаренські острови лежить в Індійському океані неподалік Мадагаскару та африканського континенту і довгий час був французькою територією. Реюньонська кухня також вважається креольською, оскільки більша частина її кулінарних традицій прийшла з Франції, але використовує місцеві інгредієнти (з Азії та Африки), що вважаються екзотичними в метрополії Франції.

### Маврикійська креольська кухня
Креольська кухня є невіддільною частиною раціону кожного жителя Маврикію та має вплив африканської, індійської та французької кухні. Креольські страви Маврикію зазвичай включають споживання морепродуктів, свіжих овочів, бобових, квасолі та кукурудзи.

### Креольська кухня в іспаномовній Америці
Іспано-американська креольська кухня поєднує в собі іспанські та місцеві елементи з іспаномовних регіонів. Вона готується з ключових місцевих інгредієнтів, таких як картопля, помідори або кукурудза, вирощених та зібраних у місцях їхнього походження. Креольський вплив очевидний у випадку кубинської, пуерториканської, домініканської, центральноамериканської, колумбійської, еквадорської, венесуельської, перуанської, мексиканської та болівійської креольської кухні.

### Куба
Кубинська креольська кухня, як правило, зосереджена навколо бобів, свинини та рису як основних інгредієнтів. У 1850-х роках поява кубинських кулінарних книг на острові почала наголошувати на особливій «кубинській» або «креольській» кухні.. Крім використання іноземних інгредієнтів, кубинська креольська кухня також регулярно використовувала продукти, ендемічні для острова Куба, особливо віандас, які являють собою категорію багатих на вуглеводи продуктів, що включає солодку картоплю, маніоку та зелені банани.. Цікаво, що крім їхньої широкої поширеності в кубинській креольській кухні, віандас також відомі своїми лікувальними властивостями, зазвичай їх використовують для полегшення розладу шлунка..

### Мексика
У Мексиці термін «креольський» трохи відрізняється, оскільки він відноситься до сільськогосподарських продуктів, родом з Мексики, які вважаються рослинними реліктами, тобто до фруктів або овочів, які вирощуються в місцевому масштабі (типово для певного регіону) за стародавніми технологіями, які використовували доколумбові товариства, без змін у сорті (їх). Прикладами цього є креольська кукурудза, какао та чилі, які є найчистішими зі своїх сортів..
Креольський також може відноситися до імпортованого фрукту або овочу, який після адаптації до місцевого клімату набув абсолютно нової форми. Одним із прикладів цього є креольський персик, який менший за розміром і солодший, жовтіший і твердіший за оригінальний персик.. Або, у поодиноких випадках, цей термін може відноситися до гібридних сортів..

### Перу
Креольська кухня також розвивалася вздовж узбережжя Перу з іспанським, африканським, італійським та китайським впливом. Однією з фірмових страв перуанської креольської кухні є севіче, яке готується зі свіжої риби, витриманої в лимонному соку. Інші страви — це ají de gallina, carapulca та tacu-tacu.